# Marco Minghetti

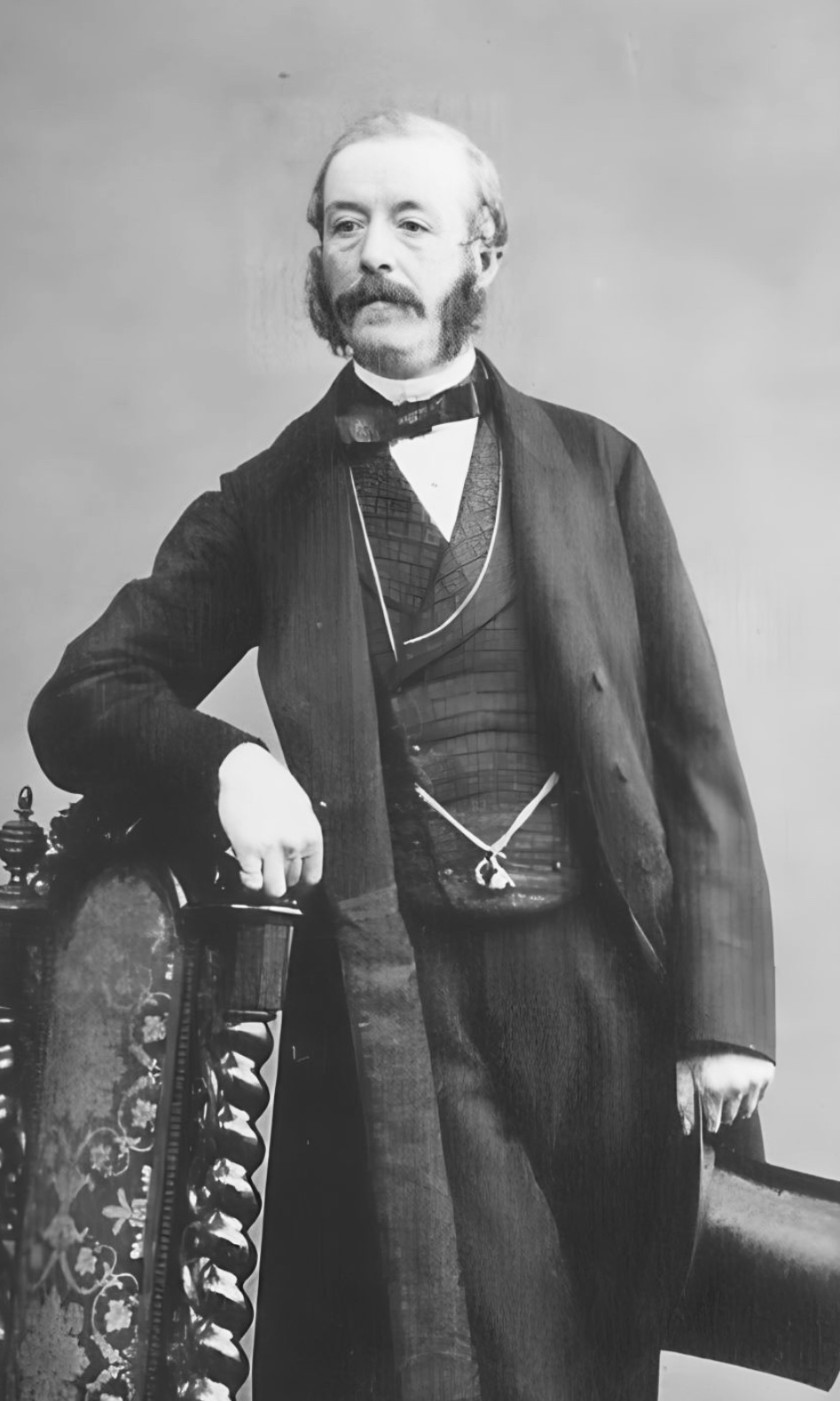
Marco Minghetti (1862)

Marco Minghetti (* 18. November 1818 in Bologna; † 10. Dezember 1886 in Rom) war ein italienischer Politiker und zweimal Präsident des Ministerrats.

## Leben
Maro Minghetti kam aus einer Familie von Landgutbesitzern und bekam eine sehr vertiefte kulturelle Ausbildung. Er studierte Literatur, Naturwissenschaft und Wirtschaft und war dazwischen auch auf langen Auslandsreisen.
Minghetti nahm an der Reformbewegung teil, die sich auch in den Kirchenstaat verbreitet hatte. Nach der Wahl vom Papst Pius IX. hielt er eine Allianz zwischen den Liberalen und dem Papst für wahrscheinlich.
Zwischen 1842 und 1847 beteiligte er sich an der Ausarbeitung der „Società agraria bolognese“ (Agrargesellschaft von Bologna), schrieb auch in der Zeitung „Il Felsineo“ und wurde Chefredakteur. Im November 1847 wurde er Mitglied vom Consulta di Stato (Staatsrat) der ersten Regierung und kündigte am 19. April 1848.
Zwischen 1848 und 1849 nahm er am Unabhängigkeitskrieg in den Reihen der piemontesischen Armee teil und lebt dann in Bologna weiter in den Jahren der zweiten Restauration. Im Jahre 1849 wurde er kurzzeitig Minister der Öffentlichen Arbeiten. 1859 nach den Volkserhebungen und dem Unabhängigkeitskrieg wurde er Vorsitzender der Assemblea delle Romagne (Versammlung der Romagne). Er wurde darauffolgend Innenminister mit Camillo Benso Graf von Cavour und Bettino Ricasoli, und dann Finanzminister mit Luigi Carlo Farini.
Er gründete 1857 die Banca delle quattro legazioni (‚Bank der vier Kirchenstaatsprovinzen‘) und schrieb Referate über den Zustand der Kirchenstaatsprovinzen, die an den Kongress von Paris dargestellt werden sollten. 1858 war er Mitarbeiter im Komitee „Società nazionale“ (‚Nationalgesellschaft‘) von Bologna.
Während der italienischen Einigung setzte er sich gegen einen zentralistischen Staatsaufbau und für die Gewährung regionaler Autonomie ein, wodurch er zu einem Vorläufer des modernen italienischen Regionalismus wurde. Zwischen dem 24. März 1863 und dem 23. September 1864 amtierte er als Präsident des Ministerrats (Regierungschef) und folgte Farini nach.
Die am 15. September 1864 mit Frankreich abgeschlossene „Convenzione di Settembre“ (Septemberkonvention) bewirkte auf nationaler Ebene große Unzufriedenheit und war der Grund seines Untergangs. 1870 kurz nach dem italienischen Durchbruch in Rom bei der Porta Pia führte er die Reform der Accademia dei Lincei mit der Unterstützung von Quintino Sella und Ruggero Bonghi durch nach dem Vorbild des Institut de France.
Er wurde erneut zum Regierungschef zwischen dem 10. Juli 1873 und dem 18. März 1876. Während dieser Amtszeit war er mit der Rechten, der er trotzdem angehörte, nicht einig. Der Beweggrund dieses Gefechtes war die strenge Bilanzpolitik, die er verfolgte, die 1876 zum Ausgleich des Haushaltes führte.
Die Académie royale des Sciences, des Lettres et des Beaux-Arts de Belgique nahm ihn 1885 als assoziiertes Mitglied auf.
An der Straße Corso Vittorio Emanuele II erinnert ein Denkmal an ihn.

## Schriften (Auswahl)
- Des rapports de l'économie publique avec la morale et le droit. (1863) in der Google-Buchsuche
- Della economia pubblica: e delle sue attinenze colla morale e col diritto. (1868) in der Google-Buchsuche-USA
- Stato e chiesa. (1878) in der Google-Buchsuche-USA
- I partiti politici e la ingerenza loro nella giustizia e nell'amministrazione. (1881) in der Google-Buchsuche-USA
- L'état et l'église. (1882) in der Google-Buchsuche-USA
- Scritti vari. (1896) in der Google-Buchsuche-USA
- La convenzione di settembre: un capitolo dei miei ricordi. (1899) in der Google-Buchsuche-USA